# John Martin Scripps
Pour les articles homonymes, voir John Martin (homonymie), Martin et Scripps.
John Martin Scripps (9 décembre 1959 – 19 avril 1996) était un tueur en série britannique qui a tué trois touristes : Gerard Lowe à Singapour, ainsi que Sheila et Darin Damude en Thaïlande. Il se posait comme un touriste lorsqu'il a tué ces personnes : les journaux à sensations britanniques le surnommèrent le « touriste de l'enfer ». Il découpait ses victimes, utilisant des techniques apprises en prison, avant de se défaire des corps.
Martin fut arrêté alors qu'il revenait de Thaïlande après avoir tué les Damude. Des photographies de parties d'un corps en décomposition furent utilisées comme preuves durant son procès, ce qui en a fait « un des plus macabres » jamais tenu à Singapour. Il s'est défendu en affirmant que la mort de Lowe était accidentelle et qu'un ami avait tué les Damude. Le juge Thirugnana Sampanthar Sinnathuray rejeta les affirmations de Martin et le condamna à la peine de mort par pendaison, faisant ainsi de Martin le premier Britannique à être pendu depuis l'indépendance de Singapour en 1965.